# Thunderbirds (bande originale)
Thunderbirds - Original Motion Picture Soundtrack, composé en grande partie par Hans Zimmer, est la bande originale distribuée aux États-Unis par Decca Records et en Europe, Japon et Royaume-Uni par Universal Classics and Jazz, du film de science-fiction, Thunderbirds, du réalisateur Jonathan Frakes, sorti en 2004. 

## Version États-Unis
| 1.    | Thunderbirds Are Go! (Original TV Series Theme) | Barry Gray  | 2:06 |
| 2.    | International Rescue                            | Hans Zimmer | 2:40 |
| 3.    | Lady Penelope: At Your Service                  | Hans Zimmer | 1:36 |
| 4.    | The Hood                                        | Hans Zimmer | 2:42 |
| 5.    | You Need to Grow Up                             | Hans Zimmer | 1:30 |
| 6.    | Can't Wait to Be a Thunderbird                  | Hans Zimmer | 1:55 |
| 7.    | Galion Electrolyte Compound                     | Hans Zimmer | 1:40 |
| 8.    | TB 3 Takeoff                                    | Hans Zimmer | 3:40 |
| 9.    | Tracy Island                                    | Hans Zimmer | 1:31 |
| 10.   | Junior Mission                                  | Hans Zimmer | 2:27 |
| 11.   | Fafafa.....No Way!                              | Hans Zimmer | 3:25 |
| 12.   | Thunderize!                                     | Hans Zimmer | 2:51 |
| 13.   | Lady Penelope to the Rescue                     | Hans Zimmer | 4:16 |
| 14.   | Buggy Chase                                     | Hans Zimmer | 2:12 |
| 15.   | Bank of England                                 | Hans Zimmer | 4:06 |
| 16.   | F.A.B.                                          | Barry Gray… | 1:57 |
| 17.   | Thunderbirds Are Go!                            | Busted      | 3:14 |
| 43:28 |                                                 |             |      |

## Version Europe et Japon
| 1.    | Thunderbirds Are Go! (Original TV Series Theme) | Barry Gray  | 2:06 |
| 2.    | International Rescue                            | Hans Zimmer | 2:40 |
| 3.    | Lady Penelope: At Your Service                  | Hans Zimmer | 1:36 |
| 4.    | The Hood                                        | Hans Zimmer | 2:42 |
| 5.    | You Need to Grow Up                             | Hans Zimmer | 1:30 |
| 6.    | Can't Wait to Be a Thunderbird                  | Hans Zimmer | 1:55 |
| 7.    | Galion Electrolyte Compound                     | Hans Zimmer | 1:40 |
| 8.    | TB 3 Takeoff                                    | Hans Zimmer | 3:40 |
| 9.    | Tracy Island                                    | Hans Zimmer | 1:31 |
| 10.   | Junior Mission                                  | Hans Zimmer | 2:27 |
| 11.   | Fafafa.....No Way!                              | Hans Zimmer | 3:25 |
| 12.   | Thunderize!                                     | Hans Zimmer | 2:51 |
| 13.   | Lady Penelope to the Rescue                     | Hans Zimmer | 4:16 |
| 14.   | Buggy Chase                                     | Hans Zimmer | 2:12 |
| 15.   | Major Disaster                                  | Hans Zimmer | 6:28 |
| 16.   | Bank of England                                 | Hans Zimmer | 4:06 |
| 17.   | F.A.B.                                          | Barry Gray… | 1:57 |
| 18.   | Thunderbirds Are Go!                            | Busted      | 3:14 |
| 50:16 |                                                 |             |      |

- La version au Royaume-Uni comporte une 19e piste occupée par le clip "Thunderbirds Are Go!" du groupe Busted (Busted Music Video), pour une durée totale de 53:46.